# François Roy
 (novembre 2011).
Si vous disposez d'ouvrages ou d'articles de référence ou si vous connaissez des sites web de qualité traitant du thème abordé ici, merci de compléter l'article en donnant les références utiles à sa vérifiabilité et en les liant à la section « Notes et références ».
Pour les articles homonymes, voir Roy.
François Roy, né en décembre 1956, est un producteur de musique et compositeur français.

## Biographie
Jouant des percussions et du piano depuis l’âge de 5 ans, en 1969, il fait ses premiers pas dans le métier, lors du festival de pop music Actuel (Amougies), filmé par son père Jean-Noël Roy et son frère Jérôme Laperrousaz.
De 1972 à 1978, parallèlement à son travail de batteur/percussionniste dans divers groupes, il travaille à l’ORTF comme assistant monteur, assistant réalisateur, assistant de production et illustrateur sonore. 
En 1979, à 22 ans, il devient, pour Sylvie Genevoix, producteur délégué de Fenêtre sur (Antenne 2), une émission de 26 minutes pour laquelle il crée des modules, et fait de la programmation musicale. En 1982, Il a notamment créé et produit des émissions musicales pour les Enfants du Rock, dirigés par Pierre Lescure dont le Moulin a remonter le poivre (écrit par Boris Bergman).
En 1984, il décide de se consacrer complètement à la musique, Il rencontre alors Noël Kaufmann (producteur de la série animée Les Lascars) et fonde Java Production. Puis il crée Wah en 1986 avec Jean-Jacques Hertz. 
En 1989 Francois Roy et Jean-Jacques Hertz fusionnent Wah avec Pacific Express de Claude Letessier. Vol de Nuit voit alors le jour.
Vol De Nuit a été numéro 1 de la production sonore pour la publicité et l’habillage sonore d’antenne pendant les années 1990. C’est à cette époque que François Roy et Jean-Jacques Hertz rencontrent Jan Kounen et que commence une collaboration, notamment sur Vibroboy (1994), Capitaine X (1994), Le dernier chaperon (1996) et Doberman (1997) dont ils créent les musiques originales ; En 2007, ils rencontrent Julien Leclerc, et créent pour lui, les musiques Originales de la plupart de ses films et séries. François Roy et Jean-Jacques Hertz assurent aussi des habillages d’antenne pour TF1 et France Télévision (info, pub, sports, bandes annonces, génériques).
À la fin des années 1990, François Roy et Jean-Jacques Hertz décident d'arrêter Vol De Nuit. Ils retournent alors aux bases d’artisans musiciens en créant les studios X-Track et donnent naissance à un laboratoire de créations sonores et musicales.
François Roy et Jean-Jacques Hertz travaillent avec de nombreux artistes, chanteurs rappeurs, réalisateurs, acteurs, musiciens, chorégraphes à l’occasion de leurs créations comme Jan Kounen, Julien Leclercq, Valentin Potier, Jérôme Laperrousaz, Philippe Découflé, Clara & Laura Laperrousaz, Nicolas Leriche, Amina, Toots (Toots & the Maytals), Bounty Killer, Elephant Man, Brick & Lace, Lady Saw, Touré Kounda, Daby toure, Johar Ali Khan, Shaye B, Jul, Movement, Floo, Koolant, Dominik Horus, Alaine, Baron Faty, Silja, Vincent Cassel, Juliette Lewis, Emmanuelle Béart, Kestenbetsa.
François Roy, grand amateur, et collectionneur (vinyles, cd, fichiers) de toutes les musiques de toutes les époques, fait depuis plus de vingt ans des voyages réguliers en Jamaïque, pays dont la culture inspire son travail. À ce jour, X-Track collabore aussi bien à du documentaire, de la pub, qu’à de la fiction et du long métrage.

## Filmographie
(août 2024).
- Wall of Death (docu 2023) de Didier Canaux (France 2)
- Braqueurs saison 2 (série 2022) de Julien Leclercq (Netflix)
- Braqueurs (série 2021) de Julien Leclercq (Netflix)
- La terre et le sang de Julien Leclercq (Netflix)
- Lukas (film 2018) de Julien Leclercq
- Nos ordinateurs ont-ils la mémoire courte ? (docu 2015) de Vincent Amouroux
- Braqueurs (film, 2015) de Julien Leclercq
- On/Off (court métrage 2013) de Thierry Lorenzi
- L’Assaut de Julien Leclercq (2010[1])
- Rodéo de Clara & Laura Laperrousaz (2010)
- La Nouvelle Expédition Darwin de Vincent Amouroux et Franck Pitiot (2010)
- En attendant demain (2009)
- 8 (segment The Story of Panshin Beka) de Jan Kounen (2008)
- Tony Zoreil de Valentin Potier (2008)
- 99 Francs de Jan Kounen (2007)[2]
- Chrysalis de Julien Leclerc (2007)
- Made in Jamaica de Jérôme Laperrousaz (2007)
- WWW. What A Wonderful World de Faouzi Bensaïdi (2006)
- Les Multiples de Julien David (2006)
- Turbulences de Nicolas Hourès (2006)
- Darshan, l'étreinte de Jan Kounen (2005)
- Blueberry, l'expérience secrète de Jan Kounen (2004)
- D'autres mondes de Jan Kounen (2003)
- RVB 21 de Nicolas Le Riche (2000)
- Nicolas Le Riche Danseur Étoile de Jérôme Laperrousaz (1999)
- Michael Kael contre la World Company de Christophe Smith (1998)
- Dobermann de Jan Kounen (1997)
- La Bouche de Jean-Pierre de Lucile Hadzihalilovic (1996)
- Le Dernier Chaperon de Jan Kounen (1996)
- A l'Arraché de Christophe Smith (1995)
- Capitaine X de Jan Kounen (1994)
- Vibroboy de Jan Kounen (1994)
- Musique de la flamme des JO d’Albertville pour Philippe Decouflé (1992)